# Triacanthella biroi
Triacanthella biroi är en urinsektsart som beskrevs av Stach 1924. Triacanthella biroi ingår i släktet Triacanthella och familjen Hypogastruridae. Inga underarter finns listade i Catalogue of Life.